# Баранья

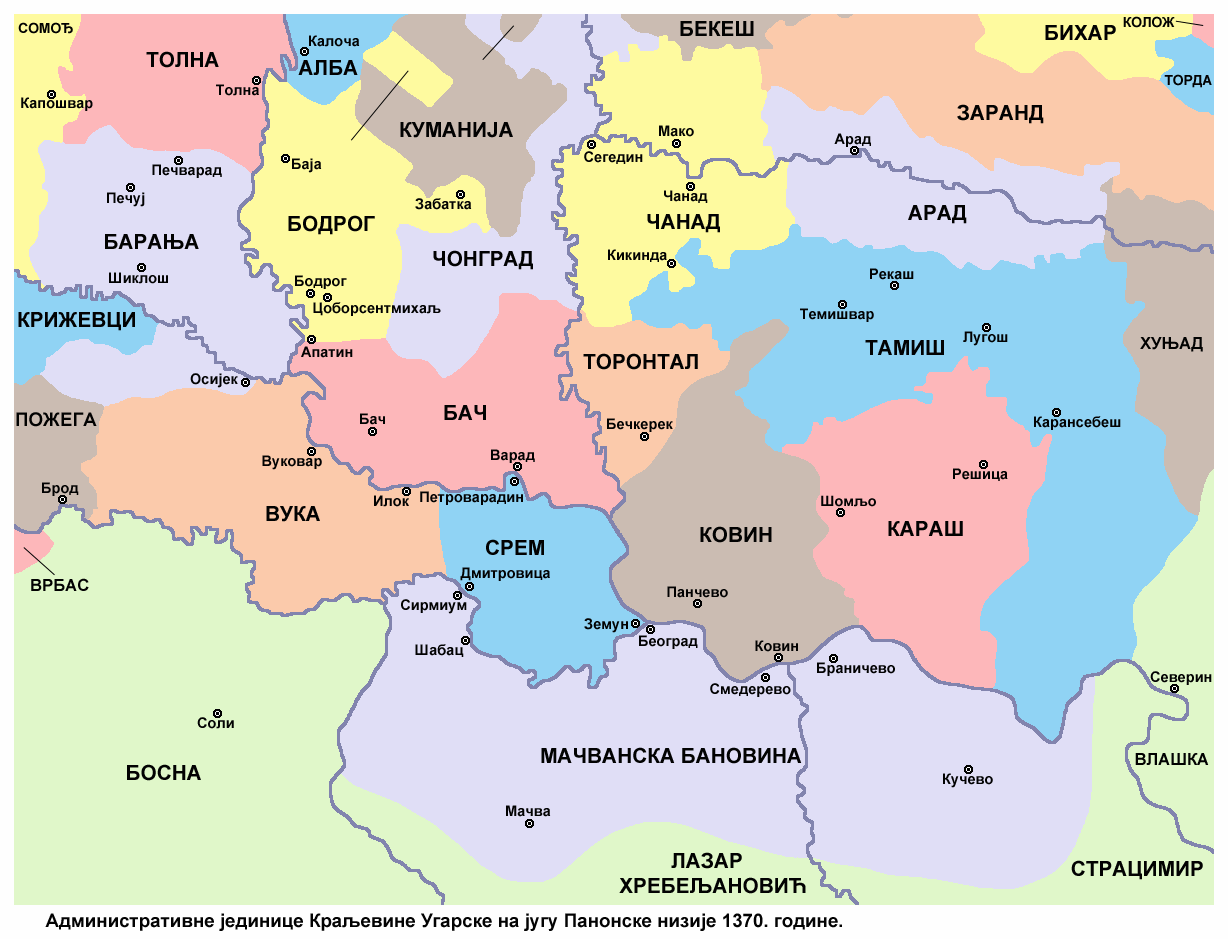
Баранья в XIV веке (левый верхний угол карты)

Ба́ранья (венг. Baranya, хорв. Baranja, серб. Барања) — историческая область в междуречье Дуная и Дравы и находившийся на её территории комитат Венгерского королевства. В настоящее время большая часть области входит в состав медье Баранья Венгерской республики, а её юго-восточная часть — в состав хорватской жупании Осиецко-Бараньская. Административным центром комитата Баранья был город Печ.

## География
Баранья занимает регион между северным берегом Дравы и западным берегом Дуная до их слияния. Название происходит от славянского слова «бара», означающего болотистую местность. До настоящего времени значительная территория Бараньи занята болотами, а в месте слияния Дравы и Дуная болотистый ландшафт специально охраняется государством в природном парке Копачки Рит (Хорватия). Согласно другой теории наименование комитата происходит от венгерского слова «барань» (венг. bárány), восходящего к славянскому «баран». Овцеводство действительно играло значительную роль в местной экономике
Комитат Баранья граничил с венгерскими комитатами Шомодь, Тольна и Бач-Бодрог, а также с комитатом Верёче, входившим в состав автономного Королевства Хорватия и Славония. Площадь Бараньи составляла 5176 км² (по состоянию на 1910 год).
Баранья являлась важным сельскохозяйственным регионом Венгерского королевства. Общегосударственное значение имело выращивание пшеницы и мукомольная промышленность, снабжавшая хлебом всю Венгрию. Здесь также было хорошо развито виноделие, овцеводство и свиноводство. Из полезных ископаемых в Баранье промышленное значение представляла добыча каменного угля. Область также славилась термальными источниками.

## История
В VI веке земли между Дравой и Дунаем заселили славяне, однако с конца IX века они стали вытесняться или ассимилироваться переселившимися сюда венграми и вошли в состав Венгерского государства. Баранья была одним из первых венгерских комитатов, образованных в начале XI века при короле Иштване I Святом. После битвы при Мохаче 1526 года Баранья была завоёвана Османской империей и вошла в состав санджака Мохач. В конце XVII века эта область была освобождена войсками австрийских Габсбургов и включена в состав Венгерского королевства. Турецкая власть над Бараньёй привела к опустению земель, на которые, при активной поддержке австрийского правительства, стали переселяться немецкие колонисты и сербские беженцы с оставшегося под властью турок южного берега Дуная. Это создало пестроту этнического состава населения комитата, что с первой половины XIX века начало приводить к межнациональным конфликтам, прежде всего между венгерской и сербской общинами.
После поражения Австро-Венгрии в Первой мировой войне территория Бараньи была оккупирована сербской армией и стала частью провинции Банат, Бачка и Баранья, которая несколько лет управлялась Королевством сербов, хорватов и словенцев. Согласно Трианонскому договору 1920 года бывший комитат Баранья был разделён между Венгрией и Королевством сербов, хорватов и словенцев (с 1929 года — Югославия). Большая часть области была передана Венгерскому королевству, а крайний юго-восток у слияния Дравы и Дуная с городами Дарда и Бараньин вошёл в состав Югославии. В 1921 году в течение нескольких дней (с 14 по 25 августа) на территории Бараньи существовала самопровозглашённая Республика Баранья-Байя (включая северную часть области Бачка), ликвидированная венгро-сербскими войсками.
Венгерская часть бывшего комитата была включена в состав медье Баранья. Югославская часть входила в состав округа (c 1922 года — области) Бачка, а в 1929 году перешла под управление администрации Дунайской бановины, одной из 10 новообразованных провинций Югославского королевства. В 1941 году югославская часть Бараньи была оккупирована венгерскими войсками, однако в 1944 году границы между государствами были восстановлены.
После Второй мировой войны округ Сигетвара, который исторически входил в состав комитата Шомодь, также отошёл к медье Баранья. После распада Югославии в 1991 году бывшая югославская часть комитата Баранья вошла в состав Республики Хорватия. Однако эта территория была включена в состав самопровозглашённой Республики Сербская Краина (1991—1995), а позднее управлялась миротворческими силами ООН (до 1997). До настоящего времени существует значительное венгерское и сербское национальные меньшинства в хорватской части Бараньи и хорватское меньшинство в венгерской части бывшего комитата.

## Герб

Герб комитата Баранья

Герб Бараньи был пожалован комитату королём Леопольдом I в 1694 году после освобождения этой территории от власти турок. Сторожевая башня на гербе символизирует положение комитата у венгерско-турецкой границы. Идущие люди с виноградной лозой представляют собой образы библейских Иисуса Навина и Халева, возвращающихся к Моисею с плодами земли Ханаанской, что, вероятно, должно было подчёркивать природное богатство комитата. Литеры L и J под королевской короной относятся к венгерским королям Леопольду I и Иосифу I, первым правителям освобождённой от турок Бараньи.

## Население
Согласно переписи 1910 года на территории комитата Баранья проживало 353 478 жителей.
Национальный состав (по состоянию на 1910 г.):
- венгры — 199 659 чел.;
- немцы — 112 297 чел.;
- сербы — 13 048 чел.;
- хорваты — 10 159 чел.

## Административное деление

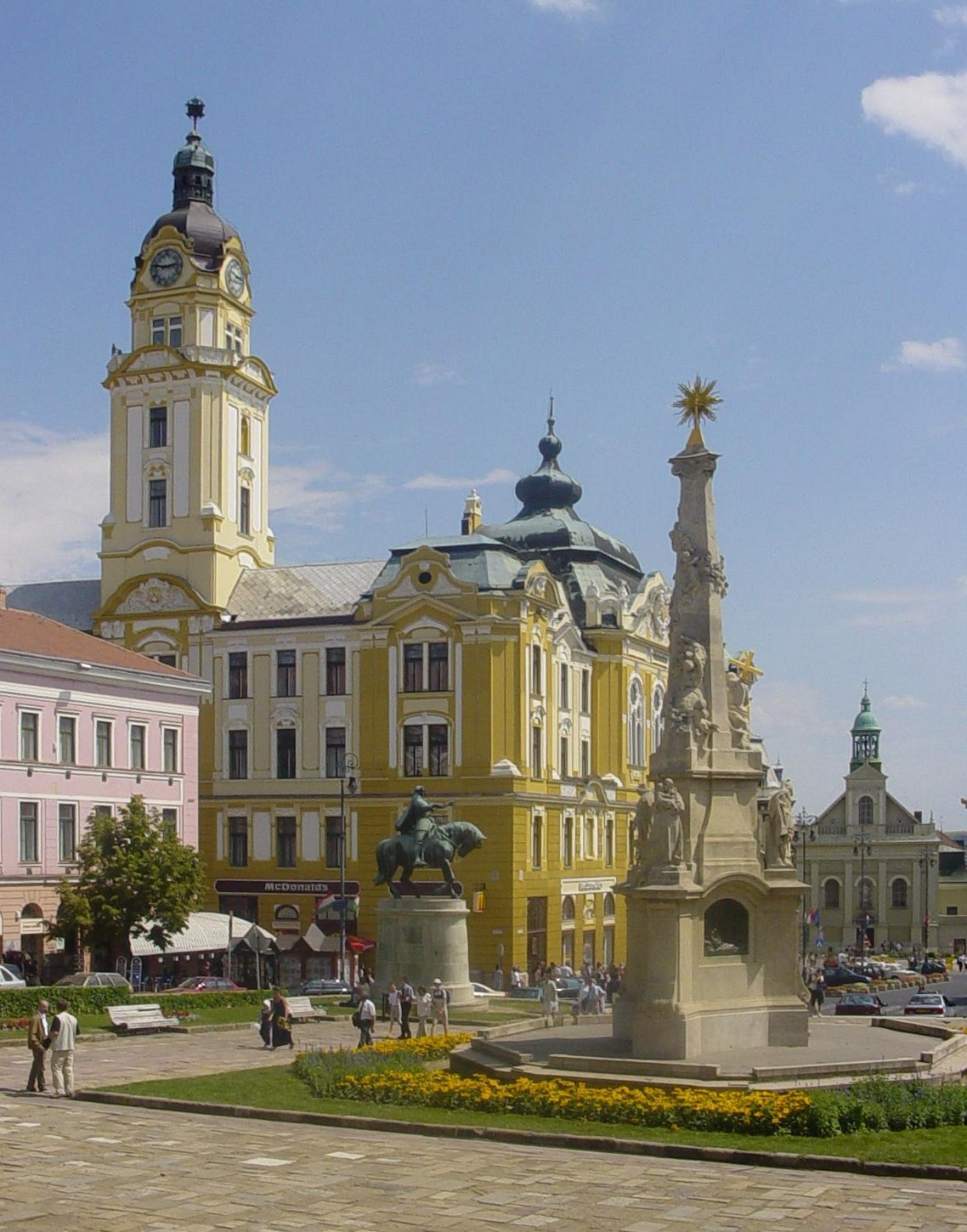
Печ, Центральная площадь

В начале XX века в состав комитата входили следующие округа:
| Округа                            | Округа     |
| Округ                             | Адм. центр |
| --------------------------------- | ---------- |
| Бараньявар (с хорв. — «Бараньин») | Дарда      |
| Хедьхат                           | Шашд       |
| Мохач                             | Мохач      |
| Печ                               | Печ        |
| Печвар                            | Печварад   |
| Шиклош                            | Шиклош     |
| Сентлёринц                        | Сентлёринц |
| Свободный город                   |            |
| Печ                               |            |